# 9494 Donici
9494 Donici là một tiểu hành tinh vành đai chính được đặt tên theo tên nhà thiên văn học Romania Nicolae Donici.